# Sofia Wylie
 (octobre 2018).
Sofia Wylie, née le 7 janvier 2004 à Scottsdale (Arizona), est une actrice, chanteuse, danseuse et mannequin américaine. Elle est notamment connue pour ses rôles dans les séries télévisées Andi et High School Musical : La Comédie musicale, la série.

## Biographie
Originaire de Scottsdale, dans l'Arizona aux États-Unis, Sofia Wylie réside toujours, avec sa famille, dans cette ville où elle est née le 7 janvier 2004.
Son père exerce le métier de coach de vie. Elle a une sœur, plus âgée, nommée Bella.

## Carrière
Elle se fait connaître en 2017, où elle tient un des rôles principaux de la série télévisée Disney Channel, Andi.

## Filmographie

### Cinéma
- 2018 : Back of the Net de Louise Alston : Cory
- 2022 : L'École du Bien et du Mal (The School for Good and Evil) de Paul Feig : Agatha
- 2025 : La carte qui mène jusqu'à toi (en) (The Map That Leads to You) de Lasse Hallström

### Télévision

#### Séries télévisées
- 2017 : Nicky, Ricky, Dicky et Dawn : June (3 épisodes)
- 2017–2019 : Andi : Buffy Driscoll (57 épisodes)
- 2019 : Shook : Mia Brooks (9 épisodes)
- 2019-2023 : High School Musical : La Comédie musicale, la série : Gina Porter (30 épisodes)

#### Séries d'animation
- 2019 : Marvel Rising : Initiation : Ironheart / Riri Williams (voix, 2 épisodes)
- 2020 : Spider-Man : Ironheart / Riri Williams / Venomized Ironheart (voix, 2 épisodes)

#### Téléfilms
- 2018 : Marvel Rising: Heart of Iron : Ironheart / Riri Williams